# Ип, Дини
Дини Ип, также Динни Йип (кит. трад. 葉德嫻, упр. 叶德娴, пиньинь Yè Déxián, палл. Е Дэсянь, род. 25 декабря 1947, Британский Гонконг, Великобритания) — гонконгская актриса и эстрадная певица (Cantopop).

## Музыкальная карьера
В 1980-х записала 5 альбомов, затем отошла от музыки. Вернулась на эстраду в 2000-х, её концерт в Гонконге (2002) был записан Universal Music Group.

## Карьера в кино
С 1978 года выступала в кино как актриса второго плана, ряд её ролей был отмечен премиями. Но мировую славу ей принесла главная роль в фильме Энн Хёй Простая жизнь (2011).

## Избранная фильмография
- 1980: Опасные контакты первого вида (Цуй Харк)
- 1981: Палач (Чэнь Чуань)
- 1982: Карманники (Саммо Хун)
- 1984: Пом Пом (Тан Чо Чун)
- 1984: Пом Пом возвращается (Филип Чань)
- 1986: Лунатики (Тун Шин Йи)
- 1987: Одухотворенная любовь (Дэвид Лаи, Тейлор Вон)
- 1988: Драконы навсегда (Саммо Хун)
- 1991: Танцы с драконом (Вон Чин, Гонконгская кинопремия)
- 1993: Завтрашние дни (Джеффри Лау)
- 1994: Легенда о Красном драконе (Вон Чин)
- 1999: Прекрасный принц (Вон Чин; премия Азиатской ассоциации кинокритиков лучшей актрисе второго плана, премия Золотая лошадь, номинация на Гонконгскую кинопремию)
- 2000: Из праха в прах (Лесли Чун)
- 2011: Простая жизнь (Энн Хёй, Азиатская кинопремия, премия Азиатской ассоциации кинокритиков, премия Золотая лошадь, Гонконгская кинопремия, премия Гонконгского общества кинокритиков, премия МКФ в Дурбане, премия МКФ в Таллинне Темные ночи, Кубок Вольпи за лучшую женскую роль Венецианского МКФ и др.)